# Padenstedt
Padenstedt er en kommune og en by i det nordlige Tyskland, beliggende i Amt Mittelholstein i den sydlige del af Kreis Rendsborg-Egernførde. Kreis Rendsborg-Egernførde ligger i den centrale del af delstaten Slesvig-Holsten.

## Geografi
Floden Stör danner mod nord en naturlig grænse til nabokommunerne Ehndorf og Neumünster. Mod øst grænser Padenstedt til byen Neumünster, mod syd danner Hardebek-Brokenlander Au grænse til kommunerne Großenaspe og Boostedt i Kreis Segeberg og mod vest ligger kommunen Arpsdorf.
Bundesautobahn 7 fra Hamborg mod Neumünster går gennem kommunen, og lidt mod nord løber Bundesstraße 430.